# Hitorijime Boyfriend
Hitorijime Boyfriend (jap. ひとりじめボーイフレンド) ist ein Boys-Love-Manga von Memeco Arii aus dem Jahr 2010. Zur Geschichte erscheint seit 2012 der Ableger Hitorijime My Hero (ひとりじめマイヒーロー), der 2017 als Anime-Serie umgesetzt wurde und als My Very Own Hero international erscheint.

## Inhalt
In Hitorijime Boyfriend hat sich Kensuke Ōshiba in der Grundschule mit seinem besten Freund Asaya Hasekura zerstritten, weil sie danach auf unterschiedliche Mittelschulen gehen. Drei Jahre später sehen sie sich in der Oberschule wieder und die Freundschaft lebt wieder auf. Doch der zu einem gutaussehenden Jugendlichen herangewachsene Asaya empfindet inzwischen mehr für seinen Kindheitsfreund und gesteht ihm seine Liebe, was Kensuke kalt erwischt.
Kensukes älterer Bruder Kōsuke Ōshiba verliebt sich in Hitorijime My Hero in den Rowdy Masahiro Setagawa. Der ist Mitglied einer Gang, wird von dieser aber oft gemobbt, für niedere Dienste eingesetzt und ist daher desillusioniert. Der wegen seiner Kampfkünste in der Gegend bekannte Kōsuke kommt Setagawa zu Hilfe und will ihn auch weiterhin beschützen. Er stellt sich als Bruder von Setagawas bestem Freund Kensuke und als sein neuer Klassenlehrer heraus. So wächst zunächst eine Kameradschaft zwischen beiden und schließlich Liebe – entgegen den zunächst geäußerten Erwartungen und Beteuerungen der beiden.

## Buch-Veröffentlichungen
Der Manga erschien 2010 beim Verlag Ichijinsha in einem Band. Auf Englisch erschien die Geschichte online auf der Plattform JManga und eine italienische Fassung wurde von Edizioni Star Comics herausgegeben.
Der Ableger Hitorijime My Hero startete im Februar 2012 im Magazin Gateau beim gleichen Verlag. Die Kapitel wurden auch gesammelt in bisher 16 Bänden veröffentlicht (Stand Januar 2025). Eine deutsche Übersetzung wird seit Juli 2022 von Manga Cult in bisher 15 Bänden veröffentlicht (Stand Juni 2025). Auf Englisch erscheint die Serie bei Kodansha, auf Italienisch bei Edizioni Star Comics und auf Chinesisch bei Tong Li Publishing.

## Hörspiele
Zur Mangaserie Hitorijime My Hero erschien im November 2015 ein Hörspiel auf CD. Ein zweites folgte im August 2016. Die Sprecher der Rollen waren die gleichen, wie später in der Anime-Fernsehserie.

## Anime-Serie
Zum Manga wurde 2017 beim Studio Encourage Films eine Anime-Serie für das japanische Fernsehen produziert. Regie führte Yukina Hiiro und die Drehbücher schrieb Yūsei Naruse. Das Charakterdesign entwarf Fumina Nishino und die künstlerische Leitung lag bei Takayoshi Fukushima. Die Tonarbeiten leitete Hiroto Morishita. Die Serie erzählt neben der Geschichte von Hitorijime My Hero auch die Handlung von Hitorijime Boyfriend und die Hauptfiguren beider Mangas nehmen eine wichtige Rolle ein.
Die 12 Folgen mit je 25 Minuten Laufzeit wurden vom 8. Juli bis 23. September 2017 von den Sendern AT-X, Tokyo MX und BS NTV ausgestrahlt. Eine englische Fassung wurde auf mehreren Online-Plattformen veröffentlicht, bei Amazon Prime Video, Anime Strike und HIDIVE.

### Synchronisation
| Rolle             | Japanische Stimme    |
| ----------------- | -------------------- |
| Kōsuke Ōshiba     | Tomoaki Maeno        |
| Masahiro Setagawa | Toshiki Masuda       |
| Mitsuru Fukushige | Daiki Yamashita      |
| Jirō Yoshida      | Seiichirō Yamashita  |
| Asaya Hasekura    | Shinnosuke Tachibana |
| Tsunehito Hōjō    | Takayuki Kondō       |
| Natsuo            | Wataru Hatano        |
| Kensuke Ōshiba    | Yoshitsugu Matsuoka  |
| Tsuyoshi Yamabe   | Yūto Adachi          |

### Musik
Die Musik der Serie wurde komponiert von Mitsutaka Tajiri und Takeshi Senoo. Der Vorspann wurde unterlegt mit dem Titel Heart Signal (ハートシグナル) von Wataru Hatano und das Abspannlied ist True Love, gesungen von den Synchronsprechern der Serie, Tomoaki Maeno, Toshiki Masuda, Shinnosuke Tachibana und Yoshitsugu Matsuoka.